# Associazione Sportiva Nuova Igea 1980-1981
Questa voce raccoglie le informazioni riguardanti l'Associazione Sportiva Nuova Igea nelle competizioni ufficiali della stagione 1980-1981.

## Rosa
| N. |                   | Ruolo | Calciatore                 |
| -- | ----------------- | ----- | -------------------------- |
| -  | Italia (bandiera) | A     | Andrea Arena               |
| -  | Italia (bandiera) | D     | Antonio Benincasa          |
| -  | Italia (bandiera) |       | Bilardo                    |
| -  | Italia (bandiera) | A     | Antonino Briganti          |
| -  | Italia (bandiera) |       | Brigulio                   |
| -  | Italia (bandiera) |       | Calderoni                  |
| -  | Italia (bandiera) | A     | Marcello Cammarano         |
| -  | Italia (bandiera) | C     | Salvatore Chiappone        |
| -  | Italia (bandiera) | D     | Paolo Ciolli               |
| -  | Italia (bandiera) | D     | Andrea Colombini           |
| -  | Italia (bandiera) | C     | Luigi Crisafulli           |
| -  | Italia (bandiera) | C     | Guido Da Valle             |
| -  | Italia (bandiera) | P     | Esposito Vincenzo Di Palma |
| -  | Italia (bandiera) | D     | Maurizio Gabbana           |
| -  | Italia (bandiera) |       | Galdino                    |

| N. |                   | Ruolo | Calciatore        |
| -- | ----------------- | ----- | ----------------- |
| -  | Italia (bandiera) | A     | Angelo Gioia      |
| -  | Italia (bandiera) | D     | Gianni Guerrato   |
| -  | Italia (bandiera) | C     | Luigi Iovine      |
| -  | Italia (bandiera) | D     | Antonino La Rosa  |
| -  | Italia (bandiera) |       | La Torre          |
| -  | Italia (bandiera) | A     | Carlo Nastasi     |
| -  | Italia (bandiera) | C     | Adriano Pisano    |
| -  | Italia (bandiera) | D     | Nunzio Rannella   |
| -  | Italia (bandiera) |       | Russo             |
| -  | Italia (bandiera) | D     | Domenico Santucci |
| -  | Italia (bandiera) | A     | Cosimo Scardino   |
| -  | Italia (bandiera) | C     | Angelo Sciuto     |
| -  | Italia (bandiera) |       | Spada             |
| -  | Italia (bandiera) | C     | Paolo Stranieri   |
| -  | Italia (bandiera) | C     | Josè Veneri       |